# Префектура Хоккайдо
Префекту́ра Хоккайдо́ (яп. 北海道, ほっかいどう, МФА: [hok̚.kai̯ doː]?) — префектура в Японії, в регіоні Хоккайдо.  Розташована на острові Хоккайдо, а також (згідно з японським законодавством) південних Курилах, хоча останні контролює Росія. На півдні через протоку Цуґару межує з префектурою Аоморі, що знаходиться на острові Хонсю. На півночі має кордон із Російською Федерацією. Територія префектури становить «регіон Хоккайдо» або «регіон Північномор'я» Північної Японії.. Адміністративний центр префектури — Саппоро.  Заснована 1869 року на основі японських володінь на айнському острові Едзо, що згодом отримав назву Хоккайдо. Початково називалася Північноморським краєм, за аналогією зі старояпонськими адміністративними одиницями. Згодом, у європейських мовах закріпилася помилкова назва — префектура Хоккайдо. Площа становить 83 456,87 км². Станом на 30 червня 2011 року в префектурі мешкало 5 502 944 осіб. Густота населення складала 65,9 осіб/км².  Північні території префектури перебувають під окупацією Росії з 1945 року.

## Короткі відомості
Хоккайдо — найбільша і найпівнічніша префектура Японії. Площа цієї адміністративної одиниці займає 22 % від площі країни. Окрім власне острова Хоккайдо до префектури входять окуповані Росією острови: Кунасірі, Еторофу, Сікотан та Хабомай. Наприкінці Другої світової війни вони були окуповані СРСР і в односторонньому порядку включені до складу Російської Федерації. Японія продовжує вважати ці острови своїми. В японській літературі вони називаються «Північними територіями».
Префектура Хоккайдо — єдина адміністративна одиниця Японії найвищого рівня, що має вихід до Охотського моря. Вона розташована у стратегічно важливому регіоні. Через Хоккайдо пролягає найкоротший шлях з Японії до Росії та США. На відміну від решти Японського архіпелагу, клімат префектури помірно холодний, схожий на клімат Центральної і Східної Європи. Кліматичні особливості Хоккайдо обумовили окремішність його фауни і флори від загальнояпонських. Завдяки тому, що процес освоєння території префектури почався відносно пізно, вона зберегла первісні ландшафти. Деякі з них, такі як Сіретоко, належать до Світової спадщини ЮНЕСКО. Порівняно з іншими регіонами Японії, Хоккайдо заселений слабо. 33% усього населення префектури припадає на префектурний центр Саппоро.
Хоккайдо — батьківщина народу айнів. Від часів палеоліту вони вели традиційний мисливсько-збиральницький спосіб життя. Японці з'явилися на острові в середньовіччі. Вони називали цей тубільний народ «едзо», а їхній край — «Землею едзо». Протягом періоду Едо (1603—1868) японські переселенці проживали лише на півдні Хоккайдо і відвідували північні райони переважно для торгівлі з айнами. Поселення переселенців контролював автономний Мацумае-хан. З початку 19 століття острів перейшов під пряму владу центрального японського уряду через небезпеку колонізації регіону росіянами. Уряд організував багато експедицій для вивчення Хоккайдо і прилеглих територій. 1869 року, за пропозицією Мацуури Такесіро, острів перейменували на «Північноморський край» — Хоккайдо. З другої половини 19 століття почалось активне освоювання півночі і японське населення перевищило тубільне айнське. На острові було утворено Відомство освоювання, яке згодом перейменували у префектуру.

## Географія

Фізична карта префектури Хоккайдо

Префектура Хоккайдо розташована на півночі Японського архіпелагу. З усіх сторін вона омивається водою: на заході — Японським морем, на півночі — протокою Соя, на північному сході — Охотським морем, на сході — протокою Немуро, протокою Зради та Радянською протокою, на півдні — Тихим океаном, а на південному заході — протокою Цуґару.
До складу префектури входять 509 великих і малих островів. Серед них найбільшими є Хоккайдо, Кодзіма, Осіма, Окусірі, Теурі, Яґісірі, Рісірі, Ребун, Кунасірі, Еторофу, Сікотан і група островів Хабомай.
- Острів Акіюрі 秋勇留島
- Острів Юрі 勇留島

## Найбільші міста
Міста з населенням понад 50 тисяч осіб:
| №  | Місто        | Населення, осіб (2009) |
| -- | ------------ | ---------------------- |
| 1  | Саппоро      | 1 886 480              |
| 2  | Асахікава    | 355 649                |
| 3  | Хакодате     | 286 818                |
| 4  | Кусіро       | 188 784                |
| 5  | Томакомай    | 173 970                |
| 6  | Обіхіро      | 168 975                |
| 7  | Отару        | 136 801                |
| 8  | Кітамі       | 126 420                |
| 9  | Ебецу        | 122 944                |
| 10 | Муроран      | 96 556                 |
| 11 | Тітосе       | 93 146                 |
| 12 | Івамідзава   | 91 571                 |
| 13 | Еніва        | 68 767                 |
| 14 | Ісікарі      | 61 350                 |
| 15 | Кітахіросіма | 60 956                 |
| 16 | Ноборібецу   | 52 896                 |

## Історія
Історія префектури Хоккайдо відрізняється від загальної історії Японії так само як історія префектури Окінави. На відміну від Хонсю, Шікоку та Кюсю, на Хоккайдо та прилеглих островах впродовж 6 тисячоліття до Р.Х. — 13 століття існувала тяглість культур. Автохтонна культура Джьомон знайшла свій розвиток у пост-Джьомонівській культурі. На початку нашої ери вона трансформувалася у культуру Сацумон, носіями якої були прото-айни. У 13 столітті на базі цієї культури виникла айнська культура.
Перші японці з’явилися на Хоккайдо у 12 столітті. Вони прибули з південного острова Хонсю. В ході конфронтації з айнами японці встановили владу на півдні острова. У 17 столітті вони оформили свої володіння у автономний Мацумае-хан, який залежав від центрального японського уряду – сьоґунату Токуґава. Цей хан вів торгівлю з айнами.
Після реставрації Мейдзі 1869 року уся територія Хоккайдо і прилеглі острови стали об’єктами колонізації японців. Райони, розташовані ближче до основних японських островів, освоювалися селянами, ремісниками і збіднілими самураями. Віддалені землі служили місцем заслання на зразок російського Сибіру чи британської Австралії. Японізація Хоккайдо була завершена на середину 20 століття.

## Економіка
Втім, особливі погодні умови не заважають жителям Хоккайдо займатися сільським господарством, до того ж досить успішно. На землях острова вирощуються соя, картопля, морква, цибуля і злаки. Традиційна для японських плантацій культура - рис - тут практично не культивується. В цілому острів Хоккайдо грає важливу роль в економіці Японії. Поряд з сільським господарством на острові побудована розвинена промисловість. Тут видобувається залізна руда, кам'яне вугілля, виробляється обладнання (в тому числі для АЕС). Традиційно так склалося, що прибережні міста префектури також служать для сусідніх земель джерелом свіжої риби (особливо лососевих) і морепродуктів. Незважаючи на велику кількість пропонованих вакансій в промислових компаніях, більшість місцевих жителів працюють в сфері послуг (цей сектор становить близько трьох чвертей ВВП Хоккайдо). Обсяги імпорту тут значно перевищують обсяги експорту. .

## Адміністративний поділ

### Округ Ібурі
- Дате
- Муроран
- Ноборібецу
- Томакомай
- Повіт Абута: Тойоура - Тояко
- Повіт Сіраой: Сіраой
- Повіт Усу: Собецу
- Повіт Юфуцу: Абіра - Ацума - Мукава

### Округ Ісікарі
- Саппоро: Ацубецу - Кійота - Кіта - Мінамі - Нісі - Сіроїсі - Тейне - Тойохіра - Тюо - Хіґасі
- Ебецу
- Еніва
- Ісікарі
- Кіта-Хіросіма
- Тітосе
- Повіт Ісікарі: Сін-Сіноцу - Тобецу

### Округ Камікава
- Асахікава
- Найоро
- Сібецу
- Фурано
- Повіт Камікава (Ісікарі): Аїбецу - Біей - Камікава - Піппу - Такасу - Тома - Хіґасікава - Хіґасі-Каґура
- Повіт Камікава (Тесіо): Вассаму - Кембуті - Сімокава
- Повіт Накаґава (Тесіо): Біфука - Накаґава - Отоїнеппу
- Повіт Сораті: Камі-Фурано - Мінамі-Фурано - Нака-Фурано
- Повіт Юфуцу: Сімукаппу

### Округ Кусіро
- Кусіро
- Повіт Акан: Цуруї
- Повіт Аккесі: Аккесі - Хаманака
- Повіт Кавакамі: Сібетя - Тесікаґа
- Повіт Кусіро: Кусіро
- Повіт Сіранука: Сіранука

### Округ Немуро
- Немуро
- Повіт Менасі： Раусу
- Повіт Ноцуке： Бецукай
- Повіт Сібецу： Нака-Сібецу - Сібецу

(нижче наведені населені пункти округу, що тимчасово перебувають під Московською окупацію)
- Повіт Еторофу： Рубецу
- Повіт Кунасірі： Томарі - Руйобецу
- Повіт Сібеторо： Сібеторо
- Повіт Сікотан： Сікотан
- Повіт Сяна： Сяна

### Округ Осіма
- Хакодате
- Хокуто
- Повіт Камеда: Нанае
- Повіт Каміїсо: Кіконай - Сіріуті
- Повіт Каябе: Морі - Сікабе
- Повіт Мацумае: Мацумае - Фукусіма
- Повіт Футамі: Якумо
- Повіт Ямакосі: Осямамбе

### Округ Охотськ
- Абасірі
- Кітамі
- Момбецу
- Повіт Абасірі: Біхоро - Одзора - Цубецу
- Повіт Момбецу: Енґару - Нісі-Окоппе - Окоппе - Ому - Такіноуе - Юбецу
- Повіт Сярі: Кійосато - Косімідзу - Сярі
- Повіт Токоро: Куннепу - Окето - Сарома

### Округ Румой
- Румой
- Повіт Масіке: Масіке
- Повіт Румой: Обіра
- Повіт Тесіо: Енбецу - Тесіо - Хоронобе
- Повіт Томамае: Сьосамбецу - Томамае - Хаборо

### Округ Сірібесі
- Отару
- Повіт Абута: Кімобецу - Куттян - Кьоґоку - Маккарі - Нісеко - Русуцу
- Повіт Іванай: Іванай - Кьова
- Повіт Ісоя: Ранкосі
- Повіт Йоїті: Акаїґава - Йоїті - Нікі
- Повіт Сімамакі: Сімамакі
- Повіт Сутцу: Куромацунай - Сутцу
- Повіт Сякотан: Сякотан
- Повіт Фурубіра: Фурубіра
- Повіт Фуруу: Камоенай - Томарі

### Округ Сораті
- Акабіра
- Асібецу
- Бібай
- Івамідзава
- Мікаса
- Сунаґава
- Такікава
- Утасінай
- Фукаґава
- Юбарі
- Повіт Кабато: Сін-Тоцукава - Ураусу - Цукіґата
- Повіт Сораті: Камі-Сунаґава - Наїе - Нампоро
- Повіт Урю: Мосеусі - Нумата - Тіппубе - Урю - Хокурю - Хороканай
- Повіт Юбарі: Куріяма - Наґанума - Юні

### Округ Соя
- Вакканай
- Повіт Есасі: Есасі - Нака-Томбецу - Хама-Томбецу
- Повіт Ребун: Ребун
- Повіт Рісірі: Рісірі - Рісірі-Фудзі
- Повіт Соя: Саруфуцу
- Повіт Тесіо: Тойотомі

### Округ Токаті
- Обіхіро
- Повіт Асьоро: Асьоро - Рікубецу
- Повіт Камікава (Токаті): Сімідзу - Сінтоку
- Повіт Касай: Мемуро - Нака-Сацунай - Сарабецу
- Повіт Като: Камі-Сіхоро - Отофуке - Сікаой - Сіхоро
- Повіт Накаґава (Токаті): Ікеда - Макубецу - Тойокоро - Хомбецу
- Повіт Токаті: Урахоро
- Повіт Хіроо: Тайкі - Хіроо

### Округ Хідака
- Повіт Ніїкаппу: Ніїкаппу
- Повіт Самані: Самані
- Повіт Сару: Хідака - Хіраторі
- Повіт Уракава: Уракава
- Повіт Хідака: Сін-Хідака
- Повіт Хороїдзумі: Ерімо

### Округ Хіяма
- Повіт Кудо: Сетана
- Повіт Нісі: Отобе
- Повіт Окусірі: Окусірі
- Повіт Сетана: Імакане
- Повіт Хіяма: Ассабу - Есасі - Камінокуні

## Транспорт
- Аеропорт Асахікава (Асахікава)
- Аеропорт Вакканай (Вакканай)
- Аеропорт Кусіро (Кусіро)
- Аеропорт Обіхіро (Обіхіро)
- Аеропорт Хакодате (Хакодате)
- Новий аеропорт Тітосе (Тітосе)

## Населення
Дані переписів населення Японії протягом 1920 — 2005 років.
| 1920 | 2 359 183 |
| 1925 | 2 498 679 |
| 1930 | 2 812 335 |
| 1935 | 3 068 282 |
| 1940 | 3 272 718 |
| 1945 | 3 518 389 |
| 1947 | 3 852 821 |
| 1950 | 4 295 567 |
| 1955 | 4 773 087 |
| 1960 | 5 039 206 |
| 1965 | 5 171 800 |
| 1970 | 5 184 287 |
| 1975 | 5 338 206 |
| 1980 | 5 575 989 |
| 1985 | 5 679 439 |
| 1990 | 5 643 647 |
| 1995 | 5 692 321 |
| 2000 | 5 683 062 |
| 2005 | 5 627 737 |